# Пионерское (Курганская область)
Пионерское — село в Макушинском муниципальном округе Курганской области России.

## История
В 1966 году указом Президиума Верховного Совета РСФСР село центральной усадьбы совхоза «Пионер» переименовано в Пионерское.

## Население
| 1989 | 2002  | 2010 |
| ---- | ----- | ---- |
| 1035 | ↘1011 | ↘766 |